# Нэвояха
Нэвояха (устар. Нево-Яха) — река в России, протекает по Ямало-Ненецкому АО. Устье реки находится в 211 км по правому берегу реки Пур. Длина реки составляет 22 км.

## Притоки
- 1 км: река без названия
- 3 км: Ерохарвота

## Данные водного реестра
По данным государственного водного реестра России относится к Нижнеобскому бассейновому округу, водохозяйственный участок реки — Пур. Речной бассейн реки — Пур.
Код объекта в государственном водном реестре — 15040000112115300060978.